# الیور ساکس
الیور ساکس (به انگلیسی: Oliver Sacks) (زاده ۹ ژوئیهٔ ۱۹۳۳ – درگذشته ۳۰ اوت ۲۰۱۵ میلادی) پزشک، عصب‌شناس و نویسنده بریتانیایی بود. وی استاد عصب‌شناسی دانشکده پزشکی دانشگاه نیویورک بود. در سال‌های ۲۰۰۷ تا ۲۰۱۲ ساکس در دانشگاه کلمبیا در زمینه عصب‌شناسی و روان‌پزشکی تدریس کرد. یکی از مشهورترین آثار الیور ساکس، کتاب مردی که همسرش را با کلاهش اشتباه می‌گرفت بود که در سال ۱۹۸۵ منتشر شد.

در سال ۱۹۹۰ بر اساس کتاب بیداری‌ها فیلمی به همین نام با کارگردانی پنی مارشال و بازی رابرت دنیرو و رابین ویلیامز ساخته شد. کتاب مجموعه مصاحبه‌های ساکس، با عنوان «آخرین مصاحبه با آلیور ساکس»با ترجمهٔ یوسف نجفی‌جابلو منتشر شده‌است.